# Scrobipalpa meyricki
Scrobipalpa meyricki is een vlinder uit de familie van de tastermotten (Gelechiidae). De wetenschappelijke naam van de soort is voor het eerst geldig gepubliceerd in 1971 door Povolny. De naam verwijst naar Edward Meyrick.